# Облога Белграда (1688)
Облога Белграда (1688) — четверта облога Белграда під час Великої Турецької війни.
Белград протягом 167 років перебував у складі Османської імперії. Османська імперія перебувала у стані війни зі Священною лігою, військами якої командував Максиміліан II. Разом з австрійцями воювали також сербські добровольці Йована Монастерлія (серб. Јован Монастерлија).
Максиміліан обложив місто 30 липня 1688 року і обстрілював з гармат більше місяця. 4 вересня були пробиті два проломи в мурах. Турецькому гарнізону було запропоновано здатись. Після відмови, 6 вересня Максиміліан наказав штурмувати місто. Перша атака була відбита, але Максиміліан разом з принцом Євгенієм Савойським перегрупували сили, і після нової атаки белградський гарнізон капітулював. Війська Максиміліана втратили 4000 чоловік, турки втратили 5000. Місто перебувало в руках австрійців два роки, поки не було повернуте Османською імперією після облоги 1690 року.

## Передісторія
Війська Священної ліги наступали на Белград з двох напрямків. Війська, що наступали вздовж річки Сави, перебували під командуванням імператора Леопольда І, а війська, що наступали вздовж Дунаю, — під командуванням курфюрста Баварського Максиміліана II Емануїла. Згідно з початковим османським планом, війська Єгена Османа рухалися з Белграда на Шабац і далі на Градішку із завданням не дозволити армії Леопольда переправитися на правий берег Сави, в той час як османський сераскер Угорщини Хасан-паша залишався в Белграді в очікуванні грошей і військового підкріплення з Азії перед тим, як виступити назустріч ворогу. Отримавши звістку про те, що армія Леопольда вже переправилася через Саву і захопила Костайницю, Градішку та регіон навколо річки Уна, Єген Осман повернувся до Белграда.

## Сили та командири
Сили Священної ліги очолював Максиміліан II Емануїл, одним з командирів якого був принц Євгеній Савойський. У цій битві вони мали 98 рот піхоти, 77 з половиною ескадронів кавалерії та артилерію з 98 гармат. Австрійців також супроводжували сербські добровольці та члени сербського ополчення під командуванням Йована Монастирля.
Османськими військами командував Єген Осман, який незадовго до цієї битви був призначений на посаду губернатора Белграда. На початку 1688 року Єген Осман зі своїми військами підійшов до Белграда і силою скинув сердар Хасан-пашу та захопив його табір на пагорбі Врачар. Загальна чисельність військ під його командуванням у Белграді становила 25-30 000 чоловік.